# حميمق مسرول

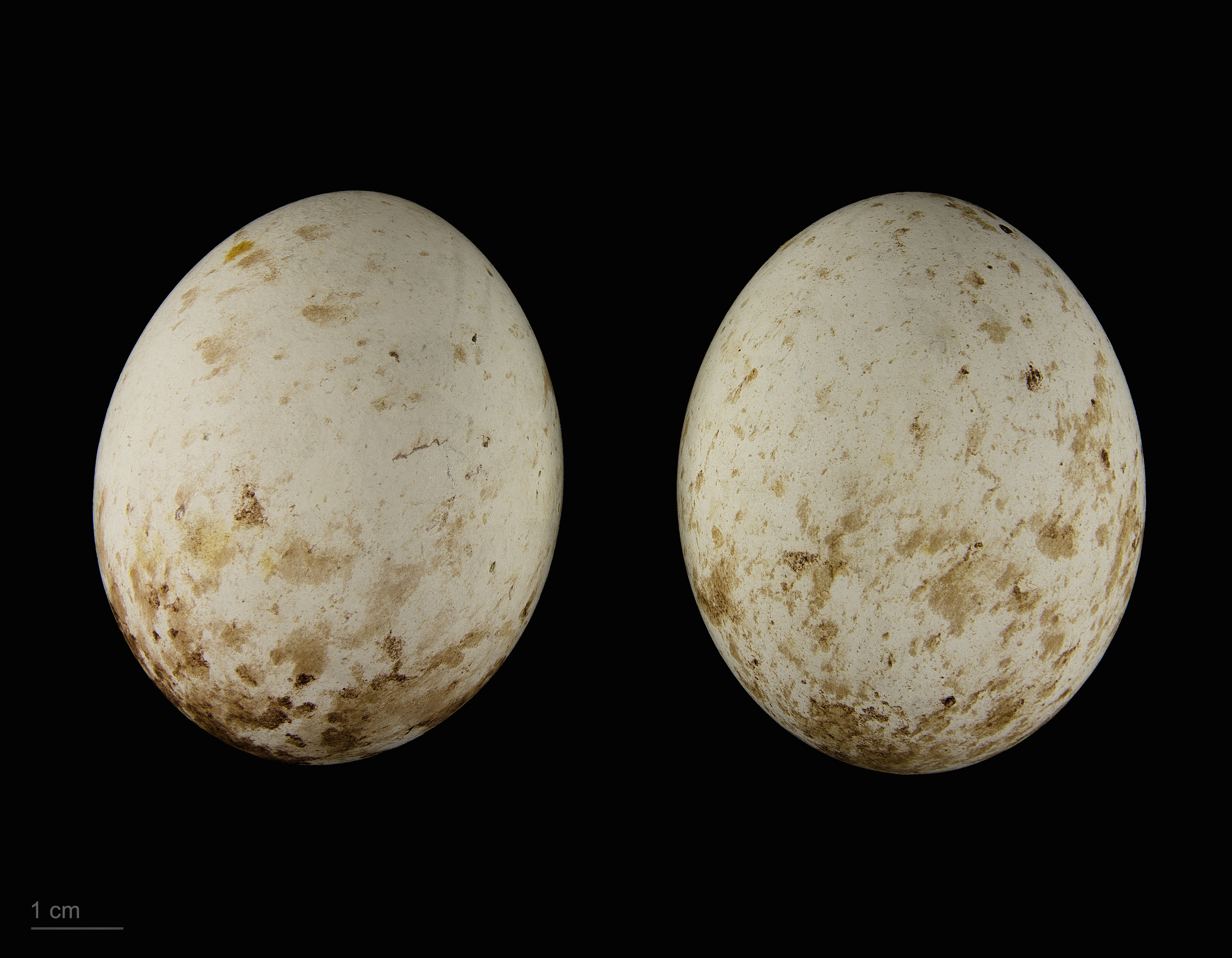
Buteo lagopus

الحميمق المسرول أو السقاوة المسرولة (الاسم العلمي: Rough-legged Buzzard) (بالإنجليزية: Buteo lagopus)، هو طائر جارح ينتمي إلى البازية (فصيلة: Accipitridae) .

## معرض الصور

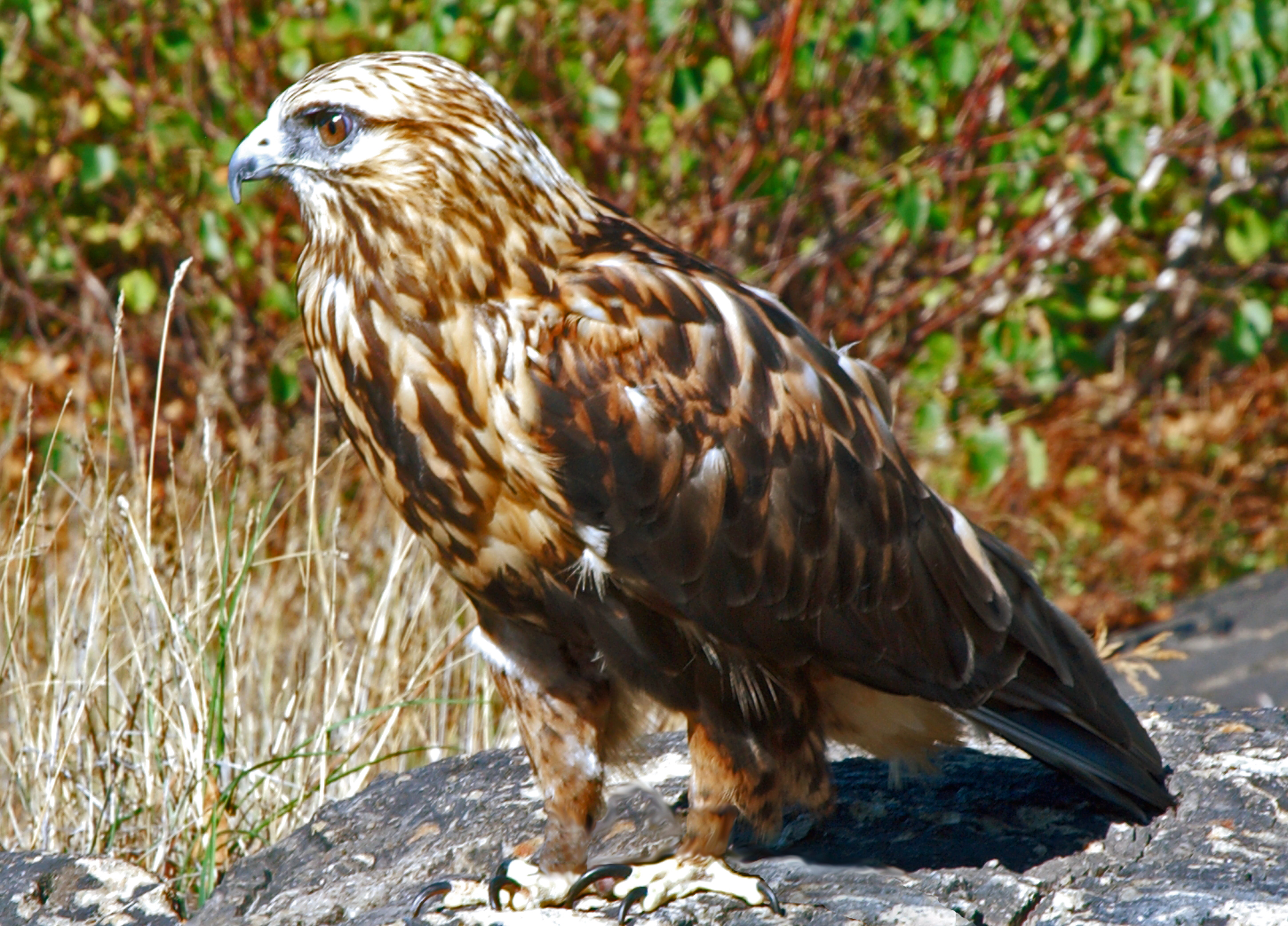
حميمق مسرول على صخرة
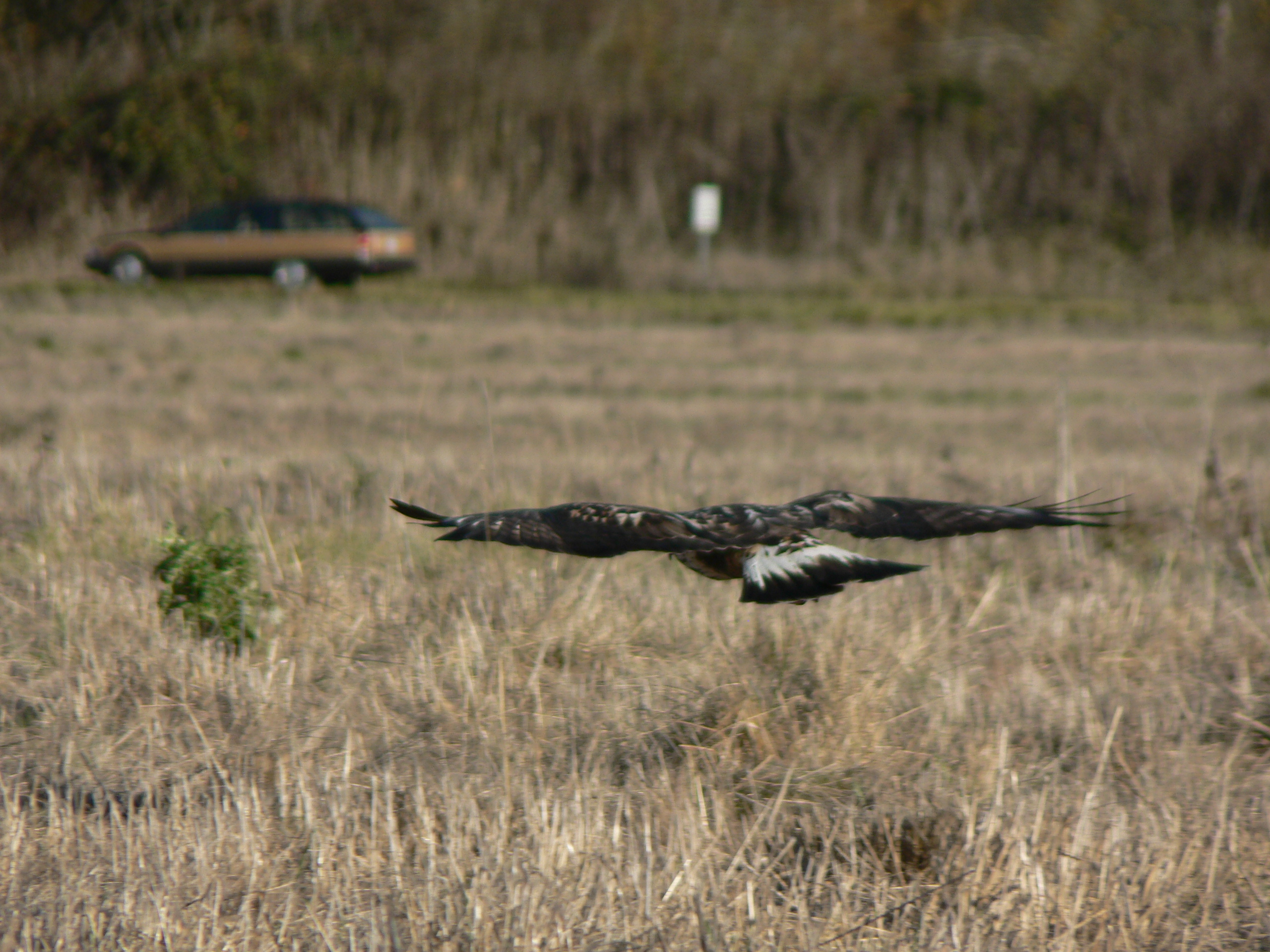
حميمق مسرول خلال طيران مسطح
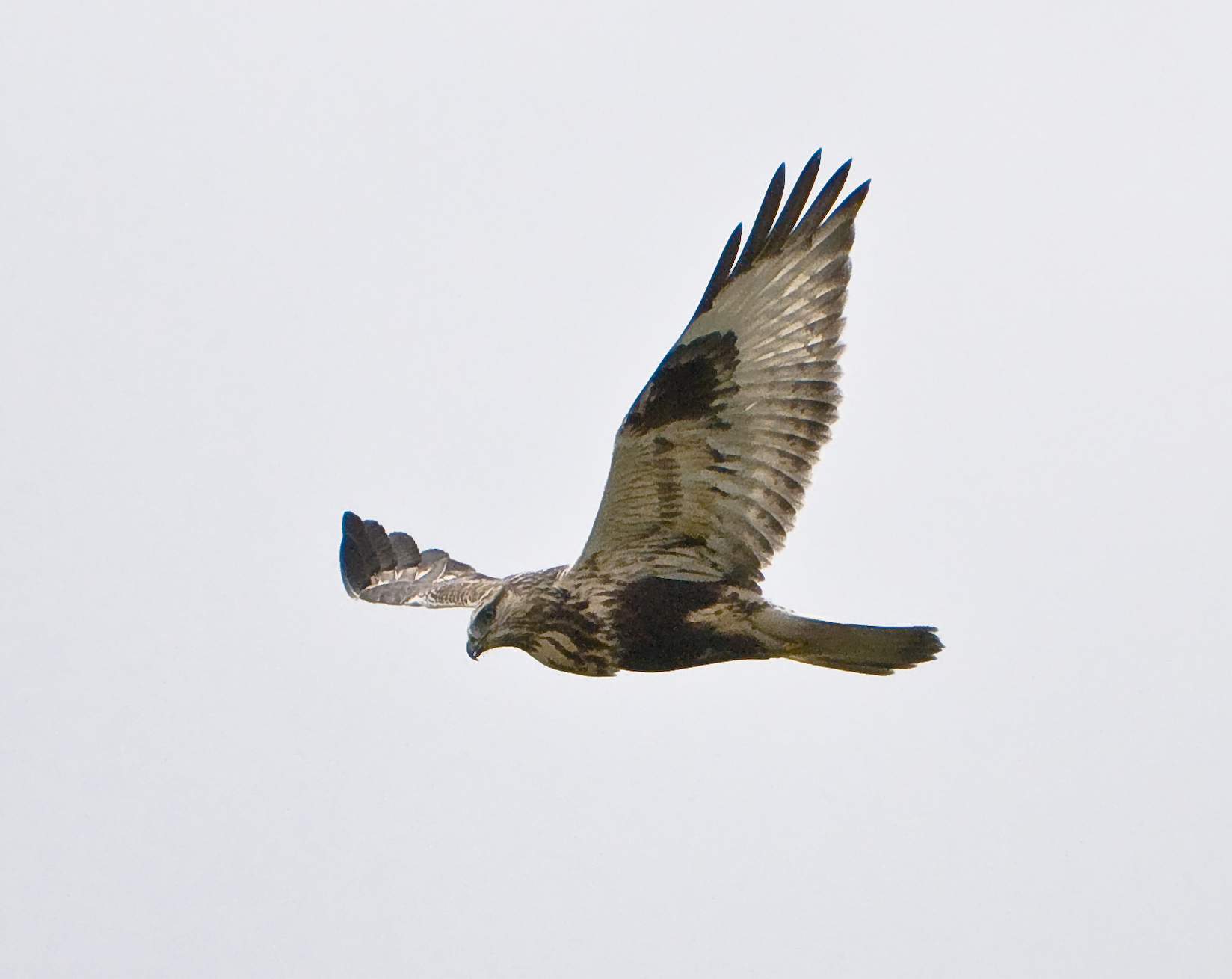
حميمق مسرول يطير